# 上田聖
上田 聖（うえだ さとし、1989年4月8日- ）は、ジャパンラグビーリーグワン日本製鉄釜石シーウェイブスに所属するラグビーユニオンの選手。

## プロフィール
- 石川県金沢市出身。
- ポジションはプロップ(PR)。
- 身長 181 cm、体重 112 kg
- ニックネームはセイ、ジーニー[1]。

## 略歴
高校からラグビーを始めた。
2008年、鶴来高校卒業後、天理大学に入る。　
2012年、天理大学卒業後、キヤノンイーグルス(現・横浜キヤノンイーグルス)に加入。
2013年9月13日に行われたジャパンラグビートップリーグ第3節のリコーブラックラムズ戦に先発出場で公式戦初出場を果たす。
2021年、NECグリーンロケッツ東葛に加入。
2024年8月、日本製鉄釜石シーウェイブスに入団した。